# Глобална система за позициониране
Глобална система за позициониране (на английски: Global Positioning System) или GPS е името на спътникова радио навигационна система за определяне на положението, скоростта и времето с точност до 1 наносекунда във всяка точка на земното кълбо и околоземна орбита в реално време. Щатските военни наричат системата NAVSTAR GPS – „Navigation Signal Timing and Ranging Global Positioning System“.
Системата се състои от минимум 24 спътника, разположени на 6 орбити на височина около 20 000 километра и наземен контролен център с наблюдателни станции, разположени в различни точки на Земята. Принципът на действие се базира на измерването на разстоянието от мястото, чиито координати търсим, до група спътници, чиито координати са точно определени и известни. Разстоянието се пресмята на базата на времето за разпространение на радиосигнала от спътника до потребителя.
Глобалната система за позициониране е проектирана и контролирана от Министерството на отбраната на САЩ. Тя може да бъде използвана безплатно от всеки. Поддръжката на системата струва около 400 млн. щ.д. годишно, включително разходите по подмяна на остаряващите спътници. Първият от 24-те спътника, които формират сегашната GPS групировка (GPS Block II), е изведен в орбита на 14 февруари 1989 г. Последният изстрелян спътник (GPS Block III) е 72-ри по ред от създаването на системата през 1978 г. и е изведен в орбита на 30 септември 2020 година с помощта на ракетата Falcon 9.

## История
Идеята за създаване на спътникова радионавигационна система се ражда още в края на 50-те години на 20 век, когато е изстрелян първият изкуствен спътник от СССР. Група северноамерикански учени, водени от Ричард Кершнер, наблюдават сигналите излъчени от Спутник и откриват, че поради ефекта на Доплер, честотата на излъчения сигнал е по-висока при приближаване на спътника и по-ниска при отдалечаване. Те открили, че ако знаят точната си позиция на Земята, могат да намерят положението на спътника и обратното, ако знаят положението на спътника, могат да открият своята собствена позиция.
До реализирането на тази идея обаче минават около 20 години. Първият тестов спътник е изведен в орбита на 14 юли 1974 г., а на 22 февруари 1978 г. е изстрелян и първият операционен спътник от бъдещата система. В периода между 1978 и 1980 г. броят на спътниците достига 6, а датата 6 януари 1980 е началото на времето използвано в GPS. Последният от 24-те спътника, необходими за пълно покритие на земното кълбо е изведен в орбита в края на 1993 г. и системата преминава в пълна готовност на 17 януари 1994 г.
Първоначално GPS е бил планиран като военен проект. През 1983 г., поради навигационна грешка южнокорейски граждански самолет с 269 души на борда навлиза в съветското въздушно пространство и е свален от руски изтребител. Предвид трагедията, която е можело да бъде избегната, президентът на САЩ разрешава използването на системата за граждански цели. През 1999 г. вицепрезидентът на САЩ Ал Гор обявява плановете на Белия дом за увеличаване на точността на GPS за цивилни нужди, чрез премахване на процеса на избирателен достъп и използване на допълнителни честоти. Методът на избирателен достъп е отменен през 2000 г., а използването на допълнителни честоти е част от процеса на модернизация на GPS.

## Структура
Глобалната система за позициониране е разделена на три сегмента: космически, контролен и потребителски.

### Космически сегмент
Космическият сегмент се състои от групировка от минимум 24 оперативни GPS – спътника, разположени в 6 геоцентрични орбитални равнини, съдържащи по 4 спътника с наклон на орбитата спрямо екватора под ъгъл 55°. Спътниците са разположени така, че във всеки момент и във всяка точка на Земята да се виждат най-малко 4 от тях. Всеки спътник има на борда 4 атомни часовника и извършва една пълна обиколка на своята орбита за 11 часа и 58 минути (половин звезден ден).
GPS спътниците излъчват сигнал на две носещи честоти: L1 (1575,42 MHz) и L2 (1227,60 MHz), които са кратни на стандартната честота (10,23 MHz) на атомните часовници на борда и са модулирани с C/A („coarse acquisition“) и P („precise“) кодове. Целта на използването на две честоти е елиминирането на грешката, получена от закъснението на сигнала при преминаването му през йоносферата. От тези честоти и кодове единствено L1- и C/A-код са достъпни за цивилните потребители, останалите са запазени за военни цели.
Съществуват 3 категории GPS спътници:
- Блок I: извеждани в орбита между 1978 и 1985. Този тип спътници имат продължителност на живота около 4,5 години и вече не са активни. Основната разлика между тях и другите версии е, че спътниците от този тип нямат възможност да деградират сигнала.
- Блок II и IIa: извеждани в орбита след 1985 и имат продължителност на живота около 7,5 години. Спътниците от този тип имат възможност да деградират сигнала.
- Блок IIr: извеждани в орбита след 1996 и имат продължителност на живота около 10 години. В спътниците от този тип е добавена възможност за комуникация между тях.

### Контролен сегмент
Контролният сегмент се състои от 5 наблюдателни наземни станции, разположени по целия свят; наземни антени и един главен контролен център в Колорадо Спрингс, които контролират работата на всеки спътник и са отговорни за измерване параметрите на орбитите на спътниците и на отклонението на часовниците, прогнозиране на параметрите на орбитите, синхронизирането на атомните часовници, подаване на данни за препредаване от сателитите.

### Потребителски сегмент
Потребителският сегмент се състои от GPS приемници, използващи се както за военни, така и за цивилни приложения. GPS приемникът декодира времеви сигнал, подаван от атомните часовници на няколко сателита, и изчислява позицията си с помощта на трилатерация (сходен, но различен от триангулацията метод).
Съществува голямо разнообразие от GPS приемници, които се различават по много показатели, като точност, форма, приложение, цена и т.н. GPS приемници се използват главно за навигация в пътния, морския и авиационния транспорт, в селското стопанство, както и за точно определяне на времето и синхронизация в някои области на индустрията. Модели на сравнително евтини приемници, които се съчетават с компютри, PDA или други устройства, са достъпни за потребителите и могат да бъдат използвани за навигация на автомобили, при спортни състезания, планински преходи и дори за водачи на слепи хора.

## Принцип на действие
Принципът на действие на GPS се базира на т. нар. метод на трилатерация, чрез който позицията на една точка се определя като пресечената точка на няколко окръжности (или сфери) с известен радиус и известни координати на центъра. В контекста на GPS, всеки спътник може да се определи като център на сфера с координати – позицията на спътника и радиус – разстоянието от спътника до приемника. За да се определи положението на един приемник, то той трябва да разполага с разстоянието до спътниците и техните точни координати.

### Определяне на разстоянието до приемника
Разстоянието от всеки спътник до потребителя се пресмята като времето, за което сигналът изминава разстоянието от спътника до приемника, се умножи по скоростта на светлината (скоростта, с която се разпространяват електромагнитните вълни). Времето, за което сигналът достига до потребителя, е разликата във времето на приемане и на изпращане на сигнала. В практиката това се представя от данните за:
- R – изчисленото разстояние до спътника,

- tr и te времето на приемане и излъчване на сигнала,

- c е скоростта на светлината.

Поради няколко причини, разстоянието, изчислено в приемника съдържа грешки и не представлява реалната стойност. Това разстояние се нарича псевдоразстояние и именно то се използва за определяне на позицията.
За да се изчисли времевия интервал за разпространение на радиосигнала от спътника до потребителя, приемникът и спътникът генерират еднакъв код, синхронизиран по време. Тъй като GPS спътниците изпращат известен, повтарящ се 1023-битов, псевдослучаен код, приемниците са способни да генерират същия този код. В този случай, измерването на времето за пътуване на сигнала се свежда до измерване на закъснението на приетия код спрямо генерирания в приемника.
Точността на направеното измерване зависи основно от стабилността на бордовия еталон на честота. Приемниците и спътниците се нуждаят от изключително точни часовници, за да могат да генерират синхронизирани сигнали. Затова като основен елемент на спътниковата навигационна апаратура се използва генератор на честота с много голяма стабилност, реализиран с атомен часовник. Поради високата им цена обаче, в приемниците се използват по-евтини, но и по-неточни кварцови часовници. Ако часовниците на приемника и спътника бяха идеално синхронизирани, то всички сфери с център – позициите на спътниците и радиус – разстоянията до тях щяха да се пресичат в една точка, която е и търсената позиция. При непрецизни часовници, тези сфери не се пресичат в една и съща точка, поради грешката в определянето на радиусите им.

### Определяне на положението на спътниците
За да могат да се определят координатите на обектите, освен с разстоянието до спътниците, е необходимо да се знае и тяхното точно текущо местоположение. Информация за това се съдържа в излъченото от тях навигационно съобщение, чрез което се предават орбиталните параметри необходими за определяне на точното местоположение, параметрите за точността на часовниците, за корекциите им и оценка за точността на положението. Координатите на всеки спътник се пресмятат в приемника въз основа на тези параметри.

### Определяне на положението на приемника
Позицията на всеки приемник се определя като точка в триизмерното пространство на земята и се състои от три координати – географска ширина, географска дължина и надморска височина. За да определи точното си положение, всеки приемник трябва да реши уравнение с три неизвестни, наречено навигационно уравнение. Към тези неизвестни се прибавя и грешката на часовника в приемника, за да се избегне проблема с недостатъчната му прецизност. Заедно с трите координати тя се определя, като се използва разстоянието до спътниците. По този начин GPS приемникът се нуждае от не много прецизен, но достатъчно стабилен часовник, като алгоритъмът за определяне на позицията компенсира грешката на часовника и позволява да се коригират разстоянията за изчисляването на точната позиция.
При използване на този метод за определяне на положението на приемник в тримерното пространство, при четири неизвестни са необходими най-малко четири GPS спътника. Използването на повече от четири допринася за по-голяма точност на позицията.
В математически вид навигационното уравнение се извежда от геометричното разстояние до спътниците, имайки предвид грешката в приемника,{\displaystyle }ρ е измереното разстояние до спътник i

xsi, ysi, zsi са координатите на спътник i

c е скоростта на светлината

ΔT е грешката на часовника в приемника

и x, y, z е позицията на приемника
В навигационното уравнение има четири неизвестни, които могат да се намерят като се състави система от уравнения с използването на четири или повече спътника. Тъй като тази система е сложна за решаване, поради факта, че съдържа квадратни уравнения с няколко неизвестни, то тя трябва да се линеаризира около точка, която е най-добре да бъде позицията на приемника. Тази техника позволява лесното решаване на навигационното уравнение и намирането на положението на приемника.

## Технически характеристики на сигнала
Всеки един от GPS спътниците излъчва навигационните си сигнали на две честоти от електромагнитния спектър:
- честота L1 = 1575,42 MHz и
- честота L2 = 1227,60 MHz.

На тези честоти сигналите са изключително зависими от посоката си на разпространение и от отражения от твърди обекти и водни повърхности, но метеорологичните условия оказват слабо влияние. Сигналите се излъчват от спътниците с достатъчна мощност (~25,6 W и антени с 13 dB усилване), за да се осигури ниво на сигнала най-малко -160 dBW на земната повърхност.
GPS сигналът се състои от:
- два основни носещи сигнала;
- псевдослучайни рейнджинг-кодове, с които са модулирани основните носещи честоти;
- навигационно съобщение;

Носещите сигнали предават към потребителя псевдослучайните рейнджинг кодове и навигационното съобщение. Основната цел на рейнджинг кодовете е да позволят да се определи времето на пътуване на сигнала от източника (спътника) до приемника. Времето на пътуване, умножено по скоростта на светлината, дава разстоянието от източника до приемника. Навигационното съобщение модулира и двете носещи честоти и съдържа информация за положението на спътниците, грешките на часовниците на борда им, данни за състоянието на системата и параметрите на йоносферния модел използван при определянето на грешката от преминаването на сигнала през йоносферата.

### Носещи сигнали
В системата GPS се използва метод за многостанционен достъп с кодово разделяне на каналите (CDMA), който осигурява защита от смущения на приеманите сигнали. Всеки спътник предава радионавигационни сигнали с разширен спектър (SSS – Spread Spectrum Signal) на две кохерентни носещи честоти: 1575,42 MHz (L1) и 1227,60 MHz (L2). Освен тези честоти са предвидени и други, които се използват главно за военни цели или са предвидени за бъдещо използване:
- L1 (1575,42 MHz): Основна честота за GPS, използвана за носеща честота на сигналите, кодирани с цивилен код;
- L2 (1227,60 MHz): Използвана за кодиране на сигнала с военен код;
- L3 (1381,05 MHz): Носеща честота на сигнали, използвани от Министерството на отбраната на САЩ за откриване на атомни детонации, изстрелване на ракети и други високо енергийни, инфрачервени събития;
- L4 (1841,40 MHz): Проучвана за допълнителни корекции на грешките в йоносферата;
- L5 (1176,45 MHz): Предвидена за бъдещо цивилно използване.

За да се пренесе необходимата за определяне на положението информация, носещите честоти са модулирани по фаза с два различни псевдослучайни кода и с навигационното съобщение. Те съдържат съответно разстоянието до излъчващия спътник и положението на съзвездието от всички GPS спътници. Честотата L1 е модулирана с два кода и е предназначена за цивилни потребители, докато честотата L2 е модулирана само с един военен код. Навигационното съобщение се съдържа и в двата сигнала.
Всички сигнали, генерирани от GPS спътниците, се получават като кратни на основната честота на атомните часовници на борда им. Спътниците от Block II/IIA са екипирани с два цезиеви и два рубидиеви часовника, които генерират синусоиден сигнал с основна честота f0 = 10,23 MHz.
За да компенсира релативистичните ефекти, изходната честота, генерирана от спътниците, е 10,23 MHz (както се приема от наблюдател на Земята), отместена с Δf = -4,57×10-10 Hz.
Чрез умножение на основната честота f0 по 154 и по 120 се получават съответно честотите на двата носещи сигнала L1 и L2:
fL1 = f0 × 154 = 1575,42 MHz (дължина на вълната λL1 = c / fL1 = 19 cm)
fL2 = f0 × 120 = 1227,60 MHz (дължина на вълната λL2 = c / fL2 = 24 cm)
Всички GPS спътници излъчват сигнал на една и съща честота, но се приемат с различни поради ефекта на Доплер.

### Псевдослучайни кодове
Псевдослучайните кодове (PRN code) се използват за определянето на разстоянието до спътниците. Тези кодове имат характеристики, близки до случаен шум, но с циклични повторения. Към псевдослучайните сигнали се добавят чрез сума по модул навигационните данни, които се съдържат в бордовите компютри на спътниците и се актуализират от земния команден център. Всеки спътник се идентифицира по псевдослучаен номер (PRN-number), което позволява използването на една и съща честота за всички спътници.
Съществуват два вида псевдослучайни кодове, които се използват при GPS: C/A-код („clear/access“ или „coarse/acquisition“ code) и P-код („private“ или „precise“ code).
C/A-кодът се състои от 1023 бита с повторение 1 милисекунда. Всеки спътник излъчва уникална поредица от 1023 бита, което позволява на приемника да го различи от останалите.
Прецизният P-код се използва за военни цели и представлява псевдослучаен код с цикъл на повторение 266,4 дни и се състои от 2,3547*1014 бита. Всеки спътник излъчва уникален отрязък от този код, който се променя всяка седмица.

### Навигационно съобщение
Навигационното съобщение представлява сигнал с честота 50 Hz, съдържащ данни за орбитите на спътниците, корекции на часовниците, данни за състоянието на системата и др. Тези данни се предават непрекъснато от спътниците и служат за определяне на позицията им и времето на излъчване на сигнала. Прецизните данни за орбитите се наричат ефемериди и се обновяват на всеки два часа. Друг вид данни, наречени алманах, се обновяват веднъж на седмица и не са толкова прецизни както ефемеридите.
Цялото навигационно съобщение се състои от 37 500 бита и при честота от 50 bit/s са необходими 12,5 минути за предаването му. Това е времето необходимо и за инициализирането на един приемник, за да може да определи позицията, ако няма запазена информация в паметта.
Навигационното съобщение е разделено на 25 части (структури), всяка от които е по 1500 бита, предавани за 30 секунди. Всяка от тези части е разделена на 5 подчасти от по 300 бита или 10 думи от по 30 бита. Първата дума на всяка структура се нарича TLM („telemetry word“) и съдържа информация за „възрастта“ на ефемеридите. Следващата дума се нарича HOW („hand over word“) и съдържа информация за времето от последното „рестартиране“ на GPS времето. Тя дава възможност и за използването на Р-код на потребители, оборудвани с дешифратор.
Всяка от 5-те подчасти на структурите на навигационното съобщение съдържа данни, както следва:
- Първата съдържа времето на излъчване на съобщението, параметри за точността на часовниците и корекциите им, както и информация за състоянието на спътника и оценка за точността на положението му. Тази част съдържа също и 10-битов номер на седмицата (от 0 до 1023), започващ от 00:00 часа на 6 януари 1980 г. и рестартиран всеки 1024 седмици.

- Втората и третата съдържат данни за ефемеридите, които представляват много точни параметри за орбитите на спътниците.

- Четвъртата и петата съдържат данни за алманасите (приблизителни орбитални параметри) и състоянието на спътниците, както и информация за UTC времето и йоносферни корекции.

## Грешки при определяне на позицията